# Atrichopogon hirtidorsum
Atrichopogon hirtidorsum är en tvåvingeart som beskrevs av Remm 1961. Atrichopogon hirtidorsum ingår i släktet Atrichopogon och familjen svidknott. Inga underarter finns listade i Catalogue of Life.